# Pavol Fedor
Pavol Fedor (* 4. ledna 1971) je někdejší slovenský hokejový útočník.

## Klubový hokej
S hokejem začínal v HK Spišská Nová Ves, kde odehrál pět sezón ve slovenské extralize.
V ročníku 1994/95 klub vypadl do první ligy, ale už o rok se do ní vrátil. V sezóně 1996/97 uspěl v baráži a zachoval si příslušnost v nejvyšší soutěži, stejně tak v další sezóně. V ročníku 1999/00 Fedor působil v polském klubu Podhale Nowy Targ, v následujícím v německé regionální lize. Sezónu 2001/02 odehrál za italský klub HC Alleghe a Spišskou Novou Ves. Podle trenéra Vladimíra Klinga byl jedním z mála kvalitních hokejistů v klubu.
V srpnu 2002 přestoupil do maďarského klubu Alba Volán Székesfehérvár, klub hrál kromě maďarské ligy i Interliga. Trénoval ho Ján Jaško a hráli v něm i Tomáš Šille a Rastislav Ondrejčík. V sezóně 2004/05 hrál v rumunském mužstvu HC Csíkszereda a Spišské Nové Vsi (první slovenská liga). Úvod následujícího ročníku sice strávil ve francouzském Chamonix HC, ale dokončil jej v Spišské Nové Vsi. V ročníku 2006/07 byl hráčem prvoligového MHK Kežmarok, v základní části zaznamenal 20 gólů a 33 asistencí, pomohl klubu k postupu do slovenské extraligy. V ní za toto mužstvo odehrál další dva roky a ukončil hráčskou kariéru.

## Klubové statistiky
| Sezona  | Klub                      | Soutěž       | Základní část | Základní část | Základní část | Základní část | Základní část | Základní část | Play off | Play off | Play off | Play off | Play off | Play off |
| Sezona  | Klub                      | Soutěž       | Z             | G             | A             | B             | TM            | + / -         | Z        | G        | A        | B        | TM       | + / -    |
| ------- | ------------------------- | ------------ | ------------- | ------------- | ------------- | ------------- | ------------- | ------------- | -------- | -------- | -------- | -------- | -------- | -------- |
| 1993/94 | HK Spišská Nová Ves       | SE           | 36            | 8             | 4             | 12            | 22            |               |          |          |          |          |          |          |
| 1994/95 | HK Spišská Nová Ves       | SE           | 31            | 11            | 6             | 17            | 30            |               |          |          |          |          |          |          |
| 1995/96 | HK Poprad                 | SE           | 2             | 2             | 1             | 3             | 0             | +2            |          |          |          |          |          |          |
|         | HK Spišská Nová Ves       | 1. SHL       | 40            | 19            | 17            | 36            | 116           | +43           | 10       | 3        | 6        | 9        | 2        | +9       |
| 1996/97 | HK Spišská Nová Ves       | SE           | 49            | 13            | 15            | 28            | 49            | +3            |          |          |          |          |          |          |
| 1997/98 | HK Spišská Nová Ves       | SE           | 39            | 7             | 22            | 29            | 26            | -2            |          |          |          |          |          |          |
| 1998/99 | HK Spišská Nová Ves       | SE           | 48            | 21            | 18            | 39            | 59            | -4            | 3        | 1        | 0        | 1        |          |          |
| 1999/00 | Podhale Nowy Targ         | PHL          | 33            | 10            | 14            | 24            | 30            |               | 3        | 2        | 1        | 3        | 6        |          |
| 2000/01 | ESC Dorfen                | Reg. l.      | 43            | 18            | 31            | 49            | 79            |               |          |          |          |          |          |          |
| 2001/02 | HC Alleghe                | Serie A      | 17            | 3             | 3             | 6             | 12            |               |          |          |          |          |          |          |
| 2002/03 | Alba Volán Székesfehérvár | MHL          | 16            | 11            | 31            | 42            | 16            |               |          |          |          |          |          |          |
|         | Alba Volán Székesfehérvár | IL           | 16            | 8             | 11            | 19            | 47            | +13           |          |          |          |          |          |          |
| 2003/04 | Alba Volán Székesfehérvár | MHL          | 16            | 7             | 11            | 18            | 29            |               |          |          |          |          |          |          |
|         | Alba Volán Székesfehérvár | IL           | 21            | 9             | 8             | 17            | 14            |               |          |          |          |          |          |          |
| 2004/05 | HC Csíkszereda            | RHL          |               |               |               |               |               |               |          |          |          |          |          |          |
|         | HK Spišská Nová Ves       | 1. SHL       | 9             | 2             | 7             | 9             | 4             | +6            |          |          |          |          |          |          |
| 2005/06 | Chamonix HC               | Ligue Magnus | 11            | 2             | 5             | 7             | 8             |               |          |          |          |          |          |          |
|         | HK Spišská Nová Ves       | 1. SHL       | 18            | 5             | 10            | 15            | 26            | +3            | 6        | 0        | 3        | 3        | 18       | -5       |
| 2006/07 | MHK Kežmarok              | 1. SHL       | 41            | 20            | 33            | 53            | 32            |               | 14       | 2        | 6        | 8        | 18       |          |
| 2007/08 | MHK Kežmarok              | SE           | 47            | 8             | 11            | 19            | 28            | -7            |          |          |          |          |          |          |
| 2008/09 | MHK Kežmarok              | SE           | 35            | 4             | 12            | 16            | 28            | -12           |          |          |          |          |          |          |

## Reprezentace
Ve slovenské reprezentaci odehrál 2 zápasy, ale ani v jednom neskóroval.